# Cellulosetriacetaat
Cellulosetriacetaat is een kunststofweefsel, meer bepaald een ester van cellulose en azijnzuur, dat gesynthetiseerd wordt door cellulose te behandelen met azijnzuur. Het bevat drie acetaatgroepen aan elke eenheid van D-anhydroglucopyranose van het cellulose molecuul. De hydrofiele hydroxylgroepen en de hydrofobe acetaatgroepen geven het weefsel zowel een wateropnemende als een waterafstotende eigenschap.

## Gebruik
Cellulosetriacetaat wordt vooral gebruikt bij het maken van textiel. Het is beter bestand tegen hitte (tot 200°C) dan celluloseacetaat en cellulosediacetaat.